# Mary Ellis (pilota)
Mary Ellis (nata Wilkins) (Leafield, 2 febbraio 1917 – Isola di Wight, 24 luglio 2018) è stata un'aviatrice britannica delle unità ausiliarie britanniche, incaricate di far volare gli Spitfire e altri aerei militari fino alla linea del fronte, durante la seconda guerra mondiale.

## Biografia
Nacque a Langley Farm, in Leafield, Oxfordshire, unica figlia e terza di quattro figli nati da Nellie Clarke (1885–1967) e Charles William Wilkins (1885–1972). Sviluppò un fascino per l'aviazione fin da piccola, poiché la sua casa di famiglia si trovava vicino alle basi della Royal Air Force a Bicester Airfield e Port Meadow.  Quando aveva otto anni, il Sir Alan Cobham Flying Circus visitò la zona e Mary convinse il padre a pagare per un giro di piacere su un de Havilland 60 Moth. Decise che voleva imparare a volare: a 16 anni iniziò a prendere lezioni presso un aeroclub a Witney, ottenne con successo una licenza di pilota privato e volò per piacere fino all'inizio della seconda guerra mondiale, nel 1939, quando tutti i voli civili furono vietati.

## Pilota di guerra
Nell'ottobre del 1941 entrò a far parte dell’Air Transport Auxiliary (ATA), dopo aver ascoltato un appello della BBC che invitava giovani donne a unirsi alle forze britanniche. Fu assegnata a un gruppo di aviatrici con sede a Hamble, nell'Hampshire. Nel corso della guerra pilotò oltre 1.000 aerei di 76 tipi diversi, tra cui Harvard, Hurricane, 400 Spitfire e 47 bombardieri Wellington, volando da sola. Alcuni dei suoi voli servivano per trasferire gli aerei dagli aeroporti della Royal Air Force alla linea del fronte, mentre altri servivano per trasportare nuovi aerei dalle fabbriche agli aeroporti.
In diverse occasioni fu in pericolo: fu colpita da colpi di arma da fuoco sopra Bournemouth, forse da fuoco amico; sfiorò lo scontro con un altro Spitfire che stava arrivando nella direzione opposta mentre atterrava nella nebbia; sopravvisse a un atterraggio di fortuna quando il carrello d'atterraggio del suo Spitfire si inceppò, causando il surriscaldamento del motore; volando sopra la New Forest si spense il motore del suo aereo e si salvò con un atterraggio di fortuna su una radura.

## Dopo la seconda guerra mondiale
L'Air Transport Auxiliary fu sciolta dopo la guerra. Tuttavia, Ellis fu distaccata alla Royal Air Force e continuò a trasportare aerei. Fu una delle prime donne a pilotare il Gloster Meteor, il primo caccia a reazione brittanico. In seguito si trasferì all'Isola di Wight. Nel 1950 divenne direttrice dell'aeroporto di Sandown e la prima donna comandante aerea d'Europa. Gestì Sandown per vent'anni, durante i quali fondò anche l'Isle of Wight Aero Club. Un'ex collega dell'ATA, Vera Strodl, fu assunta da Ellis come capo istruttrice di volo.
Nel 1961 sposò il collega pilota Don Ellis e vissero vicino all'aeroporto di Sandown. Don Ellis morì nel 2009. Mary si spense nel 2018 a 101 anni.

## Riconoscimenti
Nel novembre 2016, lei e la collega pilota dell'ATA Joy Lofthouse furono onorate di fronte ai membri della famiglia reale in occasione dell'annuale Festival of Remembrance alla Royal Albert Hall di Londra. 
Nel 2017 fu svelata una targa presso la RAF a Brize Norton in riconoscimento del "contributo all'ATA" di Ellis e della collega pilota, Molly Rose. 
Nel 2018 le fu conferita l'onorificenza Freedom of the Isle of Wight. 
Nel 2018 fu protagonista alla BBC, evidenziando, tra gli altri risultati, i voli in solitaria, a differenza degli altri team composti da otto membri dell'equipaggio. Apparve anche nel documentario Spitfire, trasmesso per la prima volta il 15 luglio 2018, pochi giorni prima della sua morte. 
Nel marzo 2022 l'Oxford Dictionary of National Biography pubblicò una biografia di Mary Ellis.

## Pubblicazioni
Nel 2016, Mary Ellis pubblicò la sua autobiografia: A Spitfire girl: one of the world's greatest female ATA ferry pilots tells her story.

## Video
- (EN) Spitfire Girl, 10 dicembre 2010, Discovery UK (a cura di), su https://www.youtube.com/watch?v=whmh_QKGosQ.
- (EN) Spitfire Sisters, women of the ATA, 31 agosto 2015, WWII addiction, su https://www.youtube.com/watch?v=M-xjUqiqVq0&t=5s.
- (EN) Mary Ellis flying onboard a 2 Seat Spitfire and today (02.02.17) is her 100th Birthday, 2 febbraio 2017, Andy R Annable (a cura di), su https://www.youtube.com/watch?v=TwU1HRylERU.
- (EN) The last surviving female pilot from World War II, 9 febbraio 2018, BBC London (a cura di) su https://www.youtube.com/watch?v=xatro42vdXc.